# Dicranomyia (Dicranomyia) kraussi
Dicranomyia (Dicranomyia) kraussi is een tweevleugelige uit de familie steltmuggen (Limoniidae). De soort komt voor in het Australaziatisch gebied.